# Cryptantha papillosa
Cryptantha papillosa là loài thực vật có hoa trong họ Mồ hôi. Loài này được R.L.Pérez-Mor. mô tả khoa học đầu tiên năm 1976.